# Samieira
Santa María de Samieira es una parroquia que se encuentra en el corazón de la costa norte de la ría de Pontevedra, concretamente en el municipio de Poyo. Según el padrón municipal, en el año 2013 tenía 1057 habitantes (537 mujeres y 520 hombres), lo que supone un pequeño descenso con respecto al año 1999 cuando tenía 1063.[cita requerida]

## Historia

### Leyenda de la campana de la iglesia
La leyenda más conocida y divulgada del lugar explica como se originó la creencia popular de que la campana de Samieira es la que mejor resuena de entre todas las iglesias de los alrededores.

Cuenta la leyenda que hace muchos siglos, los moros que habitaban en las montañas solían tramar maldades contra los cristianos. Una de ellas fue robar la campana de la Catedral de Santiago de Compostela, la cual estuvo desaparecida durante mucho tiempo, teniendo que hacer otra nueva para colocar en su lugar. Un día, un vecino de Samieira que se encontraba vigilando las vacas que estaban pastando, se dio cuenta de que una de ellas estaba tirando de un ramaje y que cada vez que lo hacía, sentía el replicar de una campana en la orilla del río. Siguiendo la rama el hombre descubrió la campana escondida bajo tierra. La campana fue devuelta a la catedral y como recompensa, la nueva campana que fue construida para sustituir a la robada se entregó como regalo a la parroquia.

En una zona del recorrido de la turística "Ruta dos muíños" (Ruta de los molinos) de Samieira, la de Fonte Mulleres, se puede observar el hueco con forma de campana del cual habla la leyenda, aunque posiblemente fuese originado por la erosión de la corriente del río.

### Patrimonio
Samieira posee un hermoso conjunto de patrimonio etnográfico, atesorado durante varios siglos.
Además, son de destacar en la zona los hallazgos de la Edad del Bronce:
- Grabados prehistóricos de arte rupestre: petroglifos.
- Depósito de hachas de talón o tope con dos anillos.[3]

## Galería de imágenes
|  |  |  |

|  |  |